# Bernd Frank (Grafiker)
Bernd Frank (* 9. Oktober 1942 in Erfurt) ist ein deutscher Grafiker, Grafikdesigner, Plakatkünstler und Hochschullehrer.

## Leben
Nach Abschluss seiner Berufsausbildung mit Abitur im Optima Büromaschinenwerk Erfurt studierte Bernd Frank zunächst von 1962 bis 1967 Kunstpädagogik an der Pädagogischen Hochschule Erfurt und anschließend bis 1974 Grafik an der Kunsthochschule Berlin-Weißensee, wo zu seinen Lehrern Klaus Wittkugel gehörte. Parallel hierzu arbeitete er bereits ab 1970 als Grafiker an der Volksbühne am Rosa-Luxemburg-Platz.
In der Zeit von 1970 bis 2007 schuf Bernd Frank Hunderte Plakate für die Volksbühne Berlin, hatte aber auch Einzelaufträge für das Deutsche Theater Berlin, das Mecklenburgische Staatstheater Schwerin, das Berliner Ensemble, das Grips-Theater und das RambaZamba Theater. Weiterhin gestaltete er Konzertplakate für die Gruppen Silly und Pankow. Für Sillys Platte Bataillon d’Amour entwarf er auch sein einziges Schallplattencover.
Ab 2001 war er zudem als Professor für Grafikdesign an der Hochschule Hildesheim/Holzminden/Göttingen tätig.

## Öffentliche Sammlungen und Museen mit Plakaten von Bernd Frank
- Akademie der Künste, Berlin
- Deutsches Historisches Museum, Berlin
- Brandenburgische Kunstsammlungen Cottbus
- Deutsches Theatermuseum, München
- Österreichisches Theatermuseum, Wien

## Ausstellungen (Auswahl)

### Einzelausstellungen
- 1973 Fachschule für Werbung und Gestaltung Berlin
- 1980 Galerie im Stadthaus Terni, Italien
- 1983 Haus des Lehrers, Berlin
- 1986 Volkstheater (Wien)
- 1990 Nationaltheatret, Oslo
- 1992 Volkstheater Rostock
- 2007 Galerie im Prater, Berlin
- 2022 Akademie der Künste (Berlin)

### Nationale und internationale Ausstellungsbeteiligungen
- 1977/78 VIII. Kunstausstellung der DDR: Plakat „Die Bauern“ (1976), Programmheft „Familie Tot“ (1974, Volksbühne Berlin)
- 1979 Weggefährden – Zeitgenossen. Bildende Kunst aus 3 Jahrzehnten, Berlin, Altes Museum
- 1979 visuell78 – Kunstausstellung Berliner Gebrauchsgrafiker, Ausstellungszentrum am Fernsehturm
- 1982/83 IX. Kunstausstellung der DDR: Plakate „Der Bau“ (1979) und „Der Rabe“ (1981)
- 1985 Künstler im Bündnis, Erfurt, IGA
- 1985 Internationale Plakatbiennale Lahti, Finnland
- 1984, 1986 Internationale Plakatbiennale Warschau, Polen
- 1987/88 X. Kunstausstellung der DDR: Plakate „Gruppe Silly“ (1985), „Macbeth“ (1982), „Optimistische Tragödie“ (1985)
- 1996 „128 Plakate aus 30 Jahren des Wettbewerbs Die 100 besten Plakate des Jahres“ – Haus der Kulturen der Welt
- 2000 Heiner Müller, „Plakate zu Inszenierungen“ – Akademie der Künste, Berlin
- 2000 „PLAKATWAENDE“ Ostdeutsche Grafiker 1990–2000 – Brandenburgisches Landesmuseum Cottbus